# Automolis haemotricha
Automolis haemotricha là một loài bướm đêm thuộc phân họ Arctiinae, họ Erebidae.